# Доњи Давидовићи
Доњи Давидовићи су насељено мјесто у општини Билећа, Република Српска, БиХ. Према попису становништва из 1991. у насељу је живјело 112 становника. На попису становништва 2013. године, према подацима Агенције за статистику Босне и Херцеговине пописано је 22 становника.

## Становништво
| Националност       | 1991. | 1981. | 1971. | 1961. |
| Срби               | 111   | 127   |       |       |
| Југословени        | 1     | 4     |       |       |
| Црногорци          |       | 2     |       |       |
| остали и непознато |       |       |       |       |
| Укупно             | 112   | 133   | '     | '     |

| Демографија | Демографија | Демографија |
| Година      | Становника  | Становника  |
| ----------- | ----------- | ----------- |
| 1948.       | 253         |             |
| 1953.       | 248         |             |
| 1961.       | 237         |             |
| 1971.       | 199         |             |
| 1981.       | 133         |             |
| 1991.       | 112         |             |